# 阿尚
阿尚（法語：Achun，法語發音：[aʃœ̃]）是法国涅夫勒省的一个市镇，属于希农堡（城）区。

## 地理
阿尚（47°7'28"N, 3°40'49"E）面积24.51 平方千米，位于法国勃艮第-弗朗什-孔泰大區涅夫勒省，该省份为法国中部省份，北至约讷省，西北接卢瓦雷省，西接谢尔省，南至阿列省，东南接索恩-卢瓦尔省，东临科多尔省。
与阿尚接壤的市镇（或旧市镇、城区）包括：拉科朗塞勒、巴祖瓦地区欧奈、巴佐勒、蒙和马雷、萨尔迪莱塞皮里。

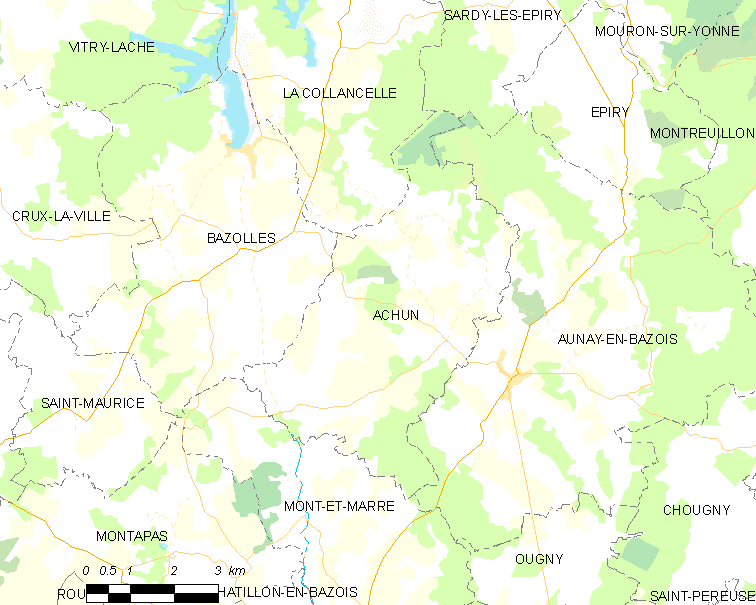
阿尚的OSM定位图

阿尚的时区为UTC+01:00、UTC+02:00（夏令时）。

## 行政
阿尚的邮政编码为58110，INSEE市镇编码为58001。

## 政治
阿尚所属的省级选区为希农堡县。

## 人口

1962-2008年间阿尚人口变化图示

阿尚于2022年1月1日时的人口数量为160人。